# شركة كهرباء لبنان
شركة كهرباء لبنان (اختصارًا كهرباء لبنان) هي المُنتج الرئيسي للكهرباء في لبنان. أُنشئت بموجب المرسوم رقم 16878 المؤرخ في 10 يوليو 1964، حيث أُسند إليها مسؤولية توليد ونقل وتوزيع الطاقة الكهربائية في لبنان.